# ROC Da Vinci College

Het logo van ROC Da VInci College.

Het ROC Da Vinci College is het regionaal opleidingencentrum (roc) voor de regio Zuid-Holland Zuid. Jaarlijks volgen ruim 11.000 leerlingen een opleiding of cursus bij het Da Vinci College. De school heeft vestigingen in Dordrecht, Gorinchem, Hardinxveld-Giessendam, Middelharnis, Oud-Beijerland, Papendrecht, Ridderkerk, Wijk en Aalburg en Zwijndrecht.
Het Da Vinci College werd in 1996 gevormd uit de instellingen Biesbosch College, Midveld College, Volwasseneneducatie Zuid-Holland Zuid, Onderwijscentrum Lingerak, de Centra voor Beroepsoriëntatie (CBB) in Dordrecht en Gorinchem en het Regionaal Bureau Onderwijs Drechtsteden. Bij de vorming verzorgde het Da Vinci college onderwijs op veertig locaties verspreid over veertien gemeenten.

## Scholingsaanbod
- educatie (Nederlands voor Nederlands- en voor anderstaligen),
- vormingswerk,
- mbo in de sectoren Administratie, Gezondheidszorg, Handel, Techniek en Welzijn
- vavo (havo en vwo voor volwassenen),
- hbo Business & Innovation en Psychologie
- cursussen voor particulieren en bedrijven.